# دهو

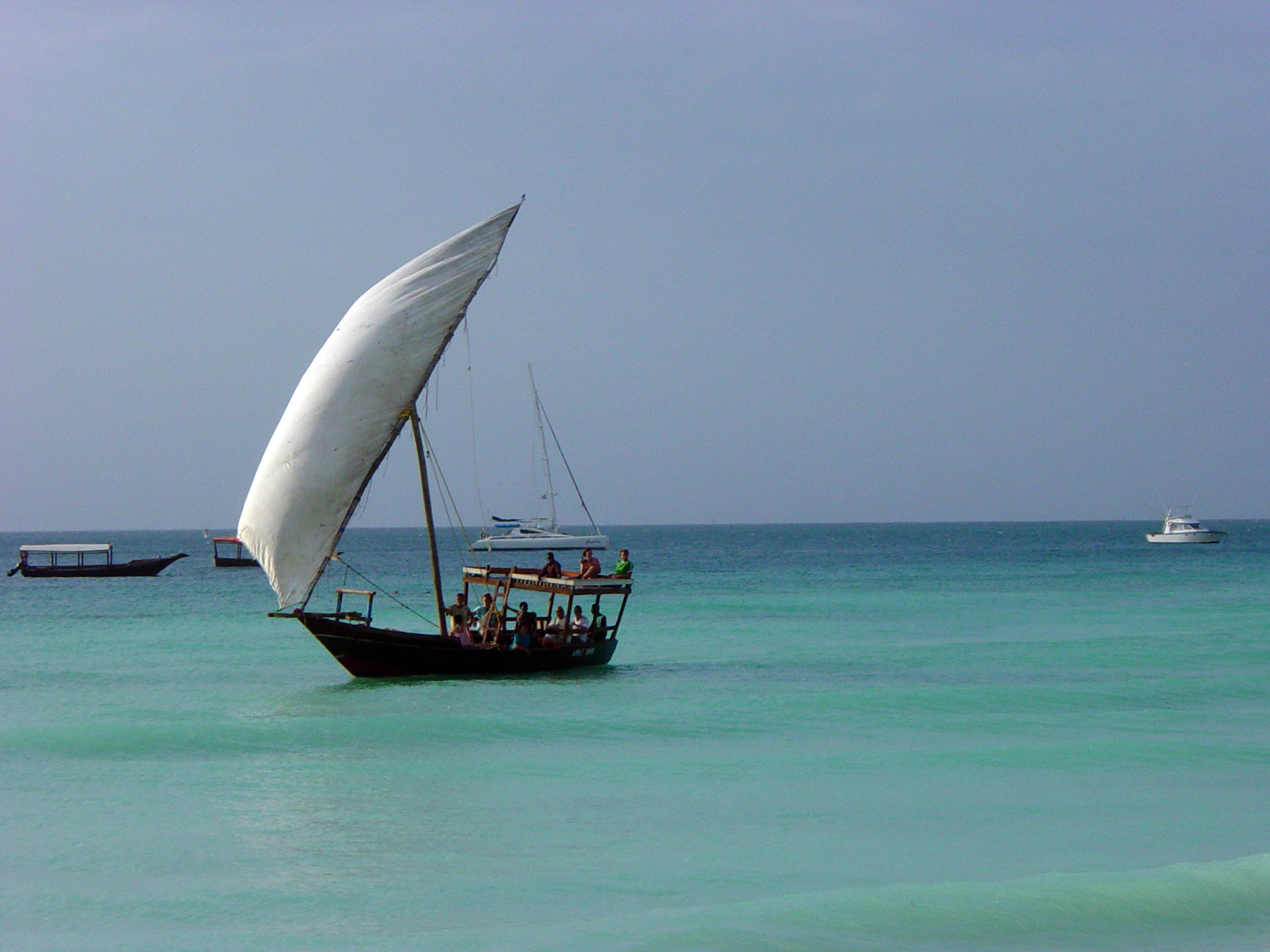
دهو بالقرب من دار السلام، تنزانيا

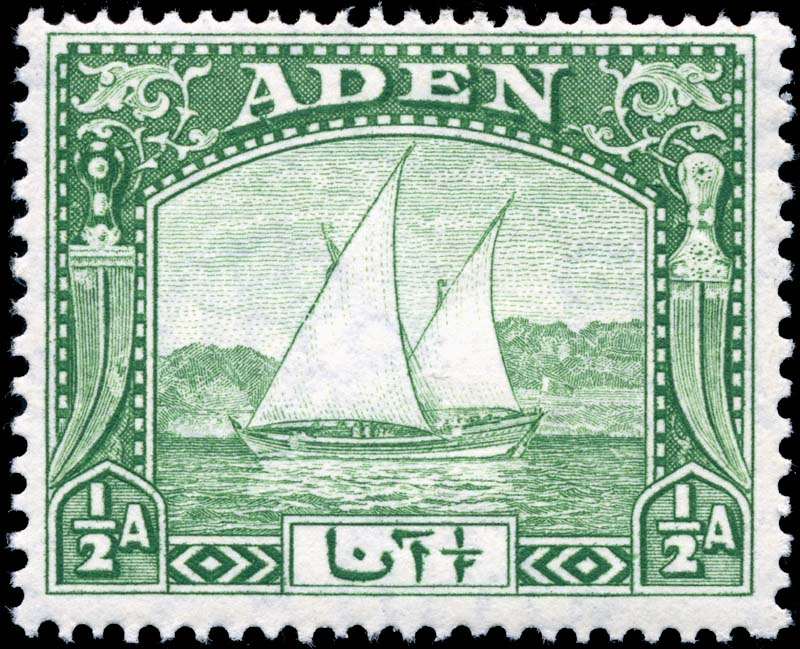
طابع لعدن يحمل رسم للدهو

الدَّهْو أو الداو[بحاجة لمصدر] سفينة شراعية عربية تقليدية ذات شراع مثلث واحد أو أكثر تُستخدم بشكل أساسي على سواحل بحر العرب وشرق إفريقيا ويتكون طاقم الدهو من 12 فرد بينما تحمل الأحجام الأكبر من طواقم مكونه من 30 فرد.
وخلال القرون الماضية كانت سفن الدهو تبحر لرحلات تجارية من شرق إفريقيا حتى سواحل الخليج العربي وهي محملة بالبضائع التجارية توجد أنواع أكبر للدهو مثل البغلة وهي أكبر سفينة تصنع في منطقة الخليج وبإمكانها عبور المحيطات.